# Zimpel-Tauer
Zimpel-Tauer, obersorbisch Cympl-Turjo, war eine Gemeinde mit etwa 250 bis 300 Einwohnern in der östlichen Oberlausitz zwischen Niesky und Hoyerswerda südlich der diese beiden Städte verbindenden Bahnstrecke Węgliniec–Falkenberg/Elster.
Im Jahr 1956 sprach noch ein Drittel der Gemeindebevölkerung Sorbisch; mittlerweile ist die Sprache aus dem dortigen Alltag weitgehend verschwunden.
| Jahr | Einwohner |
| ---- | --------- |
| 1871 | 339       |
| 1885 | 286       |
| 1905 | 286       |
| 1925 | 288       |
| 1939 | 284       |
| 1946 | 252       |
| 1950 | 260       |
| 1964 | 265       |
| 1971 | 253       |

Am 30. September 1928 wurden die Landgemeinden Zimpel und Tauer unter dem Namen Zimpel zusammengeschlossen, zum 8. März 1933 erfolgte die Umbenennung in Zimpel-Tauer. Im Jahr 1973 wurde Zimpel-Tauer nach Klitten eingemeindet. Beide Ortschaften erhielten den Ortsteilstatus, wodurch der Doppelname nicht mehr gebräuchlich ist.
Durch die geographische Nähe und die geringe Ortsgröße erfolgte die gemeinsame Erhebung der Einwohnerzahlen bereits im ausgehenden 19. Jahrhundert.